# Tidligt nederlandsk maleri
 Denne artikel bør gennemlæses af en person med fagkendskab for at sikre den faglige korrekthed.
    Blandt andet norske sprogrester

Tidligt nederlandsk maleri er værker af malere i Flandern i 1400-tallet og begyndelsen af 1500-tallet. De virkede i de blomstrende nederlandske byer Brugge og Gent. Den første var Jan van Eyck (o. 1395-1441), der blev betragtet som "den nye Apelles", og den sidste Gerard David omkring 1520.

## Perioden
Tidligt nederlandsk maleri svarer til malerier fra den tidlige italienske renæssance og højrenæssance, men er uafhængig af renæssancehumanismes udvikling i Italien. De nederlandske malere gjorde betydelige fremskridt i illusion og perspektiv. De meget detaljerede værker af eksempelvis Jan van Eyck havde ofte en meget kompleks ikonografi. Emnerne var hovedsageligt religiøse scener eller små portrætter. Fortællende maleri og mytologiske motiver var langt sjældnere end i Italien.

## Afgrænsning
Tidligt nederlandsk maleri kaldes også "sengotisk" og "flamske primitivister". En del kunsthistorikere har brugt betegnelsen "ars nova" ("ny kunst") som i musikhistorien. Sengotisk peger på fortsættelsen af middelalderen,, mens "flamske primitivister" er et mere traditionelt kunsthistorisk begreb, som kom på mode i 1800-tallet og bruges på andre sprog end nederlandsk, spansk, fransk og engelsk). "Primitiv" betyder hverken mangel på forfinelse eller raffinement, men ny maletradition med olie (i stedet for tempera). Max Jakob Friedländer, Erwin Panofsky, Otto Pächt og andre kunsthistorikere har kaldt tiden tidligt nederlandsk maleri (ty. Altniederländische Malerei).
Fra 1400-tallet til midten af 1500-tallet fandtes hverken Frankrig, Tyskland, Belgien og Nederland. Flandern, som i dag hører under flere lande, var underlagt hertugdømmet Burgund og senere det habsburgske monarki. Brugge og Gent i Flanderen var vigtige internationale centre for bankvæsen, handel og kunst. Malere og handelsmænd, som ikke alle var født i Flanderen, var koncentreret der. Betegnelserne "flamsk" og "nederlandsk" skyldes de centre. Kunsthistorikere har ofte medtaget de kunstneriske traditioner fra byerne i Rhinlandet som Köln eller har bemærket, at malere som Geertgen tot Sint Jans malede i de nordlige Nederlande og ikke i Flandern. En anden påstand, som fortsat bliver diskuteret i Belgien, er de franske navne på mange af malerne som Rogier van der Weyden. Den tyske Hans Memling og den estiske Michel Sittow er immigrantmalere, som arbejdede i Nederlandene i fuldstændig nederlandsk stil. Begrebet "tidligt nederlandsk maleri" er en generel beskrivelse som "ars nova", mens det omfattende begreb "nordisk renæssance" dækker et langt større område end det "flamske".
Som med "italiensk renæssance" peger det mere på begyndelsen af en ny tid end på afslutningen af den foregående.

## Forholdet til italiensk renæssance
Den nye stil opstod i Flandern omtrent samtidigt med den italienske renæssance. Mestrene blev beundret i Italien og kan sagtens have haft større indflydelse i Italien i 1400-tallet end omvendt. For eksempel spillede Hugo van der Goes' Portinari-altertavle en vigtig rolle ved at introducere florentinske malere til strømninger fra nord, og kunstnere som Antonello da Messina blev sandsynligvis påvirket af nederlandske malere, som arbejdede på Sicilien, i Napoli og i Venezia. Tidlige nederlandske malere var ikke uimodtagelige for det nye, der skete i kunsten syd for Alperne. Jan van Eyck kan have rejst i Italien 1426 – 1428. Det kan have påvirket hans altertavle i Gent, og byer som Brugge betød udenlandsk påvirkning.
Religiøse malerier, kirkeudsmykninger og altertavler til kirker eller til private var populære både i tidligt nederlandsk og italiensk renæssancemaleri. Humanismen stod imidlertid ikke så stærkt i nord som i Italien. I stedet var devotio moderna fremtrædende og påvirkede motiver og format i mange kunstværker som Kristi lidelse og andre empatiske emner.
Som i Firenze førte bankvæsen og handel til talrige private opgaver: rige handelsmænd bestilte deres portrætter og religiøse malerier til deres private kapeller – og var ofte selv med på billederne. Hofmalerne blomstrede i hertugdømmet Burgund og i Urbino og andre italienske byer. De blev bevidste om deres position i samfundet og signerede deres værker, malede selvportrætter og blev kendte på grund af deres kunst.
En af de tydelige forskelle er påvirkningen fra den klassiske antik. Den er langt mindre fremtrædende i nord og kom først ind i nederlandsk maleri i 1500-tallet. I Italien skete der radikale ændringer i arkitektur, skulptur og filosofi, mens ændringerne i nederlandsk kunst hovedsagelig var forbeholdt maleriet. Gotisk arkitektur forblev den dominerende stil gennem hele 1500-tallet.
Efterhånden som Brugge gled i baggrunden som kunstcentrum omkring 1500, og Antwerpen blomstrede, opstod Antwerpen-manierismen. Dens malere var hovedsagelig anonyme og kun aktive fra 1500 til 1530. De markere afslutningen på det tidlige nederlandske maleri og overgangen til næste stadium. Antwerpen-manierismen fik sit navn, fordi den viste en latent, gotisk stil præget af nederlandske traditioner.

## Liste af malere[13]
- Claus Sluter (ca. 1340-1405/06), en billedhugger fra generationen før var en vigtig påvirkning
- Limbourg-brødrene (1385-1416)
- Hubert van Eyck (ca. 1366-1426)
- Robert Campin, også Mesteren fra Flemalle (1378-1444)
- Jan van Eyck (ca. 1385-1441)
- Dirk Bouts (ca. 1400/1415-1475)
- Rogier van der Weyden (1399/1400-1464)
- Petrus Christus (ca. 1410/1420-1475/1476)
- Joos van Wassenhove også kaldt for Justus van Gent (ca. 1410-1480) en af de nordeuropæiske malere som virkede i Italien
- Jacques Daret (ca. 1404-1470)
- Barthélemy d'Eyck (ca. 1420-1470), virkede i det sydlige Frankrig
- Simon Marmion (ca. 1425-1489)
- Hans Memling (ca. 1430-1494), født i Tyskland
- Hugo van der Goes (1440-1482)
- Hieronymus Bosch (ca. 1450-1516)
- Gerard David (ca. 1460-1523)
- Jan Joest van Calcar (ca. 1450-1519)
- Albert van Ouwater (1444-1515)
- Michael Sittow, født i Estland, virkede i Flandern og Spanien og besøgte muligvis England
- Quentin Matsys (1466-1530)
- Juan de Flandes (ca. 1460 – ca. 1519) født i Flandern, virkede i Spanien
- Geertgen tot Sint Jans (ca. 1460-1490)
- Joachim Patinir, den første specialiserede landskabsmaler
- Jean Hey, også kaldt for Mesteren fra Moulins (aktiv 1480-1500)
- Mesteren af Den hellige Lucias legende (aktiv 1480-1510) (en)
- Mesteren af det broderede løv (aktiv ca. 1480-1510) (en)[14]